# ركابينكة
رُكَابِيَنكة أو رُكابِينكا أو (نقحرة: روكابيانكا)(بالإيطالية: Roccabianca)‏ هي بلدية في مقاطعة بارما في إقليم إميليا رومانيا الإيطالي.

## السكان
في سنة 1861 بلغ عدد السكان 5٬229 نسمة، وتطور العدد ليصل في سنة 2011 لـ 3٬069 نسمة.
يظهر هذا المخطط البياني تطور النمو السكاني لـ رُكابِيَنكة